# Concerto d'été
Le Concerto d'été (ou Concierto de estio) est un concerto pour violon et orchestre écrit par Joaquín Rodrigo en 1943.

## Structure
L'œuvre comporte trois mouvements et son exécution demande environ 20 minutes. Le second mouvement reprend sous une forme modifiée le thème de la Folia.
- Prélude (Allagro molto leggiero)
- Sicilienne (Andantino)
- Rondino (Allegro ma non troppo)